# Affioramento roccioso

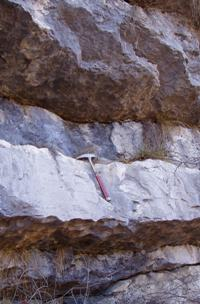
Affioramento del Gruppo dei Calcari Grigi - Formazione liassica nelle vicinanze di Lasino (TN) - coordinate 46°01′3.09″ N 10°58′45.58″ E.

In Geologia, con particolare riguardo al Rilevamento geologico, per affioramento roccioso, o più brevemente affioramento, si intende una zona, generalmente su scala metrica o decametrica, nella quale è assente la copertura di alterazione dovuta agli agenti esogeni o vegetazionale e dove quindi il substrato roccioso affiora rendendosi direttamente accessibile all'analisi geologica.

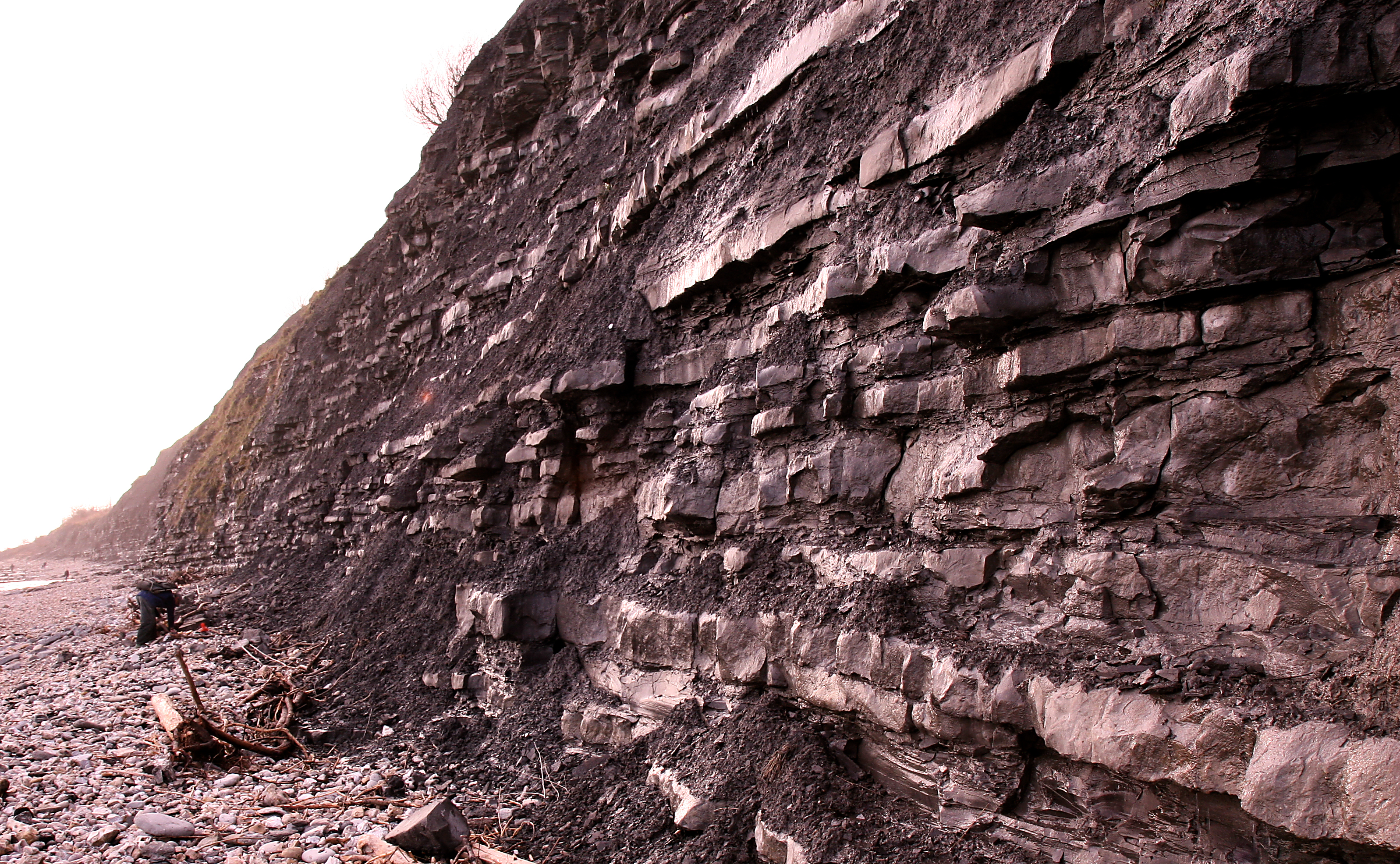
Affioramento a Lyme Regis (Dorset, UK).

## Descrizione
Nell'affioramento si ha quindi l'esposizione sulla superficie terrestre di roccia o depositi del quaternario. Nella maggior parte dei casi, sulla superficie terrestre le rocce e i depositi recenti sono invece ricoperti da uno strato di suolo e vegetazione, che ne ostacolano l'osservazione diretta e quindi l'analisi. Dove, invece, la copertura del suolo è stata rimossa attraverso l'erosione o lo scavo ad opera dell'uomo, la roccia risulta esposta.
Gli affioramenti sono frequenti in zone dove l'erosione supera la meteorizzazione, come in zone di frana, nelle rive dei fiumi o in zone tettonicamente attive.
Alcuni affioramenti possono invece trarre origine da scavi umani come quelli per le strade, o tratti temporaneamente non ricoperti in tunnel, visibili durante lo scavo dello stesso.
L'affioramento è una delle fonti di informazione più preziose in geologia e fornisce al geologo rilevatore una ricca serie di dati di campagna come quelli petrografici, strutturali e paleontologici, (ad esempio giacitura, foliazione, direzione di paleo correnti, orientazione paleomagnetica), permettendo il campionamento litologico per un'analisi più approfondita in laboratorio.
Nel rilevamento geologico l'affioramento viene cartografato su una base topografica al fine di costruire, insieme a tutti gli altri dati rilevabili in situ (es. faglie o elementi geomorfologici), le carte geologiche.